# 36.15 MET
36.15 MET est un voilier 60 pieds IMOCA destiné à la course au large conçu par Philippe Harlé et Alain Mortain, et construit par le chantier Garcia, à Condé-en-Normandie. Il est mis à l'eau le 10 mars 1989, et participe la même année, à la première édition du Vendée Globe, barré par Jean-Luc Van Den Heede qui termine la course au troisième rang.

## Aspects techniques
En 1989, pour le Vendée Globe Challenge, il est équipé d'un groupe électrogène Honda.
Initialement doté d'un seul mât, 36.15 MET est finalement doté d'un tapecul. Cela en fait le premier yawl de course depuis bien longtemps.

## Histoire en course
Avant de participer au Vendée Globe, le bateau s'appelle Eclipse 8 et participe à la croisière EDHEC.
En 1990, Jean-Luc Van Den Heede termine à la troisième place du Vendée Globe.
En juillet de la même année, Isabelle Autissier participe au BOC Challenge et termine 7e à bord du bateau qu'elle a racheté et qui est désormais appelé Écureuil Poitou-Charente en 139 jours.
En 1992, il est racheté par le skipper suisse Bernard Gallay en vue du Vendée Globe sous le nom Vuarnet Watches. Il se met hors course en faisant deux escales pour des problèmes de pilote et de structure du gréement.
En mai 1994, il est racheté par des armateurs belges qui le confient à l'ancien champion moto Patrick de Radiguès. Patrick s'associe à Yves Le Cornec pour participer à la Transat Jacques-Vabre 1995, sous le nom La Novia qu'ils terminent à la cinquième place en classe IMOCA.
En 1996, Patrick de Radiguès fait faire des transformations au bateau : installation d'une quille pendulaire, de gréement à mat unique et de nouveaux aménagements. Le bateau prend le non de Full Immersion puis de Afibel pour le Vendée Globe qui est le troisième du bateau, mais une série d'incidents : arrêt en Australie pour panne électrique, il repart, puis arrêt en Nouvelle Zélande, repart puis abandon à Ushuaia après chavirage.
En avril 2000, Patrick Favre l'inscrit dans les 20 premiers pour le Vendée Globe, mais il ne figure pas dans la liste officielle, ayant été refusé par le comité d'organisation et ne prend pas le départ. Même chose quatre ans plus tard : Patrick Favre doit de nouveau renoncer, les organisateurs de l'édition 2004 l'estimant « insuffisamment préparé ».

## Palmarès

### 36.15 MET
- 1989-1990 :
  - 3e du Vendée Globe barré par Jean-Luc Van Den Heede, en 112 j 1 h 14 min

### Ecureuil Poitou-Charente
- 1990-1991 :
  - 7e du BOC Challenge barré par Isabelle Autissier

### Vuarnet Watches
- 1992-1993 :
  - Abandon dans le Vendée Globe barré par Bernard Gallay

### La Novia
- 1995 :
  - 3e de la Transat Jacques-Vabre barré par  Patrick de Radiguès et Yves Le Cornec

### Afibel
- 1996-1997 :
  - Abandon dans le Vendée Globe barré par Patrick de Radiguès

- 1997 :
  - Abandon dans la Transat Jacques-Vabre barré par  Patrick de Radiguès et Bernard Gallay

## Épilogue
Après les tentatives de Patrick Favre, le bateau ne fait plus de régates. Il est vu démâté à Locmiquélic en 2005, puis fait l’objet d’un projet de réaménagement pour des croisières. Il est mis au sec à Lorient avant février 2012, et reste dans la même situation en avril 2017, mais n’y est plus visible en 2019.